# Jovan Babunski

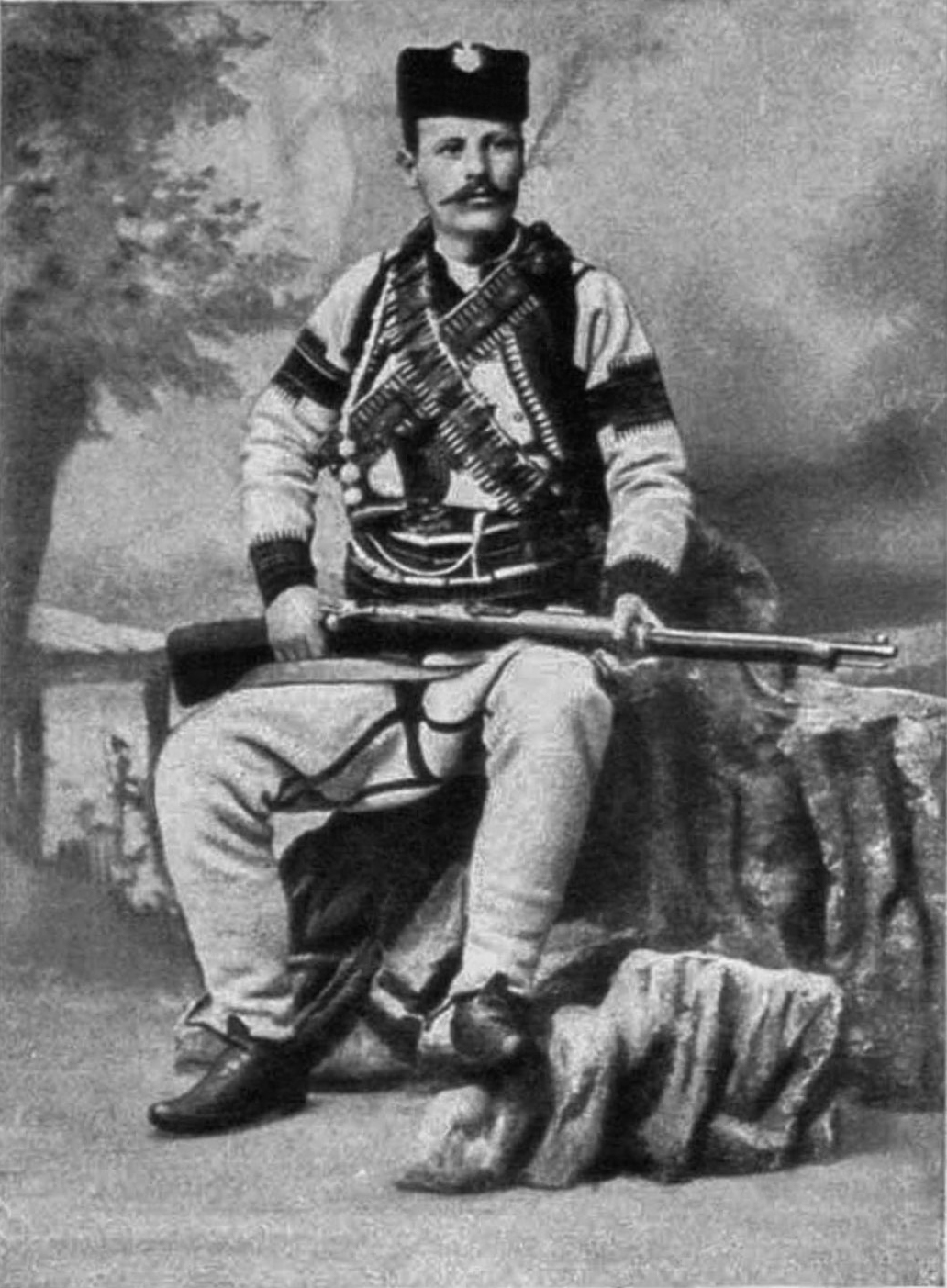
Jovan Babunski (zwischen 1904 und 1908)

Jovan Stojković, genannt Babunski (serbisch-kyrillisch Јован Стојковић – Бабунски; * 25. Dezember 1878 in Martolci bei Veles, Osmanisches Reich; † 17. Februar 1920 in Veles, heute Nordmazedonien) war ein serbischer Wojwode und eine führende Persönlichkeit der serbischen Tschetnik-Bewegung in Vardar-Mazedonien. In der serbischen Geschichtsschreibung wird Babunski als Nationalheld verehrt. In Nordmazedonien und Bulgarien hingegen gilt Babunski als ein Verräter, besonders wegen seiner zahlreichen Verbrechen an der Bevölkerung Makedoniens und seiner Brutalität gegenüber der bulgarischen Bevölkerung.

## Leben

### Familie und Laufbahn als serbischer Lehrer in Makedonien
Jovan Babunski wurde am 25. Dezember 1878 im bulgarischen Dorf Martolci als Jovan Stoilkov Stojkov geboren. In der serbischen Geschichtsschreibung wird hingegen der Geburtsname als Jovan Stojković angegeben. Sein Pseudonym Babunski leitet sich von der Region Babuna ab, wo er als serbischer Tschetnik operierte.
Er besuchte für zwei Jahre eine Dorfschule in Omorani bei Veles. Babunskis Vater Stoilko meldete ihn später als zehnjährigen an der bulgarischen Grundschule in Veles an, wo er etwa ein Jahr blieb. Babunski verließ abermals die Schule und besuchte die bulgarischen Grundschulen in Vojnica und Bogomila, wo er die vierte Klasse abgeschlossen hat. Aufgrund finanzieller Sorgen schickte sein Vater ihn nach Belgrad, wo Jovan als Stipendiat der nationalistischen Sveti-Sava-Gesellschaft ein Gymnasium besuchte. Als persönlicher Betreuer Jovans wurde Miloš Milojević eingeteilt, ein serbischer Historiker und Nationalist, der als wichtiger Ideologe Großserbiens und der serbischen Propaganda in Makedonien gilt. Im Jahr 1891 trat er in ein Seminar ein. Nach seiner Schließung 1892 setzte er seine Bildung in Valjevo fort, wo er im örtlichen Gymnasium einen Abschluss erlangte. Danach besuchte er die Pädagogischen Schulen von Niš und Belgrad, die er Abschloss.
Als überzeugter Serbe kehrte Jovan Babunski um 1900 zurück nach Makedonien, wo er in Teovo und Bogomila in der Region Azot an serbischen Schulen unterrichtete.

### Tschetnik-Führer in Makedonien

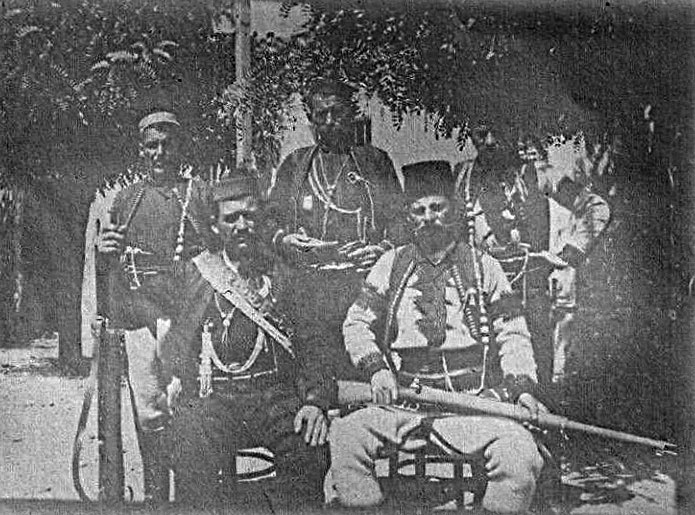
Jovan Babunski mit weiteren serbischen Tschetniks in Makedonien

Als zwischen 1893 und 1908 in Makedonien eine Reihe von sozialen, politischen, kulturellen und militärischen Konflikten zwischen Bulgaren, Griechen und Serben ausbrach galt Babunski als wichtigster Propagandist des Serbentums in Makedonien. Zu den serbischen Zielen gehörte es, gegen die in 1893 in Thessaloniki gegründete  Innere Makedonisch-Adrianopeler Revolutionäre Organisation (kurz IMARO) Widerstand zu leisten und deren revolutionären bulgarischen Freiheitskampf in Makedonien zu unterbinden.
Aufgrund der Spionage zugunsten der osmanischen Behörden tötete der aus Bitola stammende, bulgarische Wojwode der IMARO Georgi Sugarew den Vater und Bruder Jovans. Nach dem Ilinden-Preobraschenie-Aufstand von 1903 floh Babunski zum Königreich Serbien. 1905 bildete er in Vranje eine Tscheta (bewaffnete Gruppe) von 35 Personen aus, überquerte am 26. März des Jahres die Grenze und kehrte in Veles zurück. Seine Familie zog inzwischen nach Belgrad um, wo Babunski ein Haus kaufte.
In Veles angekommen, durchstreifte er mit seiner Tscheta die Regionen Azot und Poreče, wo eine serbische bzw. serbophile Bevölkerung existierte. Diese Regionen wurden nach 1900 Schauplatz blutiger Kämpfe und Scharmützel zwischen den bulgarischen Komitadschi der Inneren Makedonisch-Adrianopeler Revolutionären Organisation (IMARO) und den serbischen Tschetniks, welche diese als Zufluchts- und Rückzugsorte nutzten. Dort kämpfte Babunski unter anderem gegen die Tschetas von Iwan Naumow Aljabaka, Blaže Birintscheto, Stefan Dimitrow, Pantscho Konstantinow und Georgi Sugarew. Im Jahr 1907 schickte Babunski Drohbriefe an die Dorfbewohner von Kriva Kruša sowie weiteren Dörfern, die unter dem Bulgarischen Exarchat standen. In dem Brief werden die Dorfbewohner angefordert, aus dem bulgarischen Exarchat auszutreten.
Im Jahr 1907 wurde das Dorf Drenovo in der Azot-Region bei Veles von serbischen Tschetniks angeführt von Jovan Babunski angegriffen, wobei der bulgarische Wojwode Stefan Wardarski und 4 weitere seiner Mitkämpfern starben. Etwa 11 Häuser wurden in Drenovo von den serbischen Tschetniks angezündet. Aus diesem Ereignis entstand das bekannte serbische Volkslied Spremte se spremte, četnici (deutsch: ‚Macht euch bereit, Tschetniks‘), welche zu Ehren Babunskis komponiert wurde. Nach der jungtürkischen Revolution 1908 beendete er seine Guerilla Aktivität in Makedonien.

### Balkankriege, Erster Weltkrieg und Tod

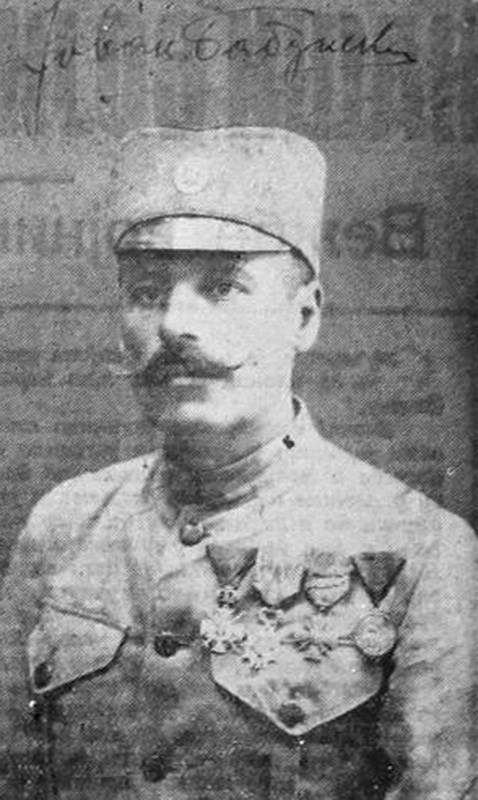
Jovan Babunski als serbischer Soldat

Babunski kämpfte während des Ersten Balkankrieges in der Königlich Serbischen Armee und wurde in einem Gefecht mit osmanisch-türkischen Streitkräften verwundet, während er dem Kommandanten Vojin Popović diente. Während des Zweiten Balkankrieges kämpfte er in einer serbischen Freiwilligenabteilung in der Schlacht von Bregalnica.
Unmittelbar nach Ausbruch des Ersten Weltkriegs im Juli 1914 führte er erneut eine bewaffnete Tscheta. Er kämpfte in Belgrad, wo er drei Tage lang die Sava-Eisenbahnbrücke verteidigte. Nach dem Ende der Mobilisierung trat seine Tscheta der regulären Armee bei. Nach der Niederlage Serbiens im November 1915 zog er sich mit der französischen Division aus Veles zurück. Er kämpfte an der neu gebildeten Salonikifront. Babunski wurde anschließend mit hohen serbischen und französischen Militärorden ausgezeichnet.
Als nach dem Bukarester Vertrag Vardar-Mazedonien dem Königreich Serbien zugesprochen wurde und Serbien nach dem Ersten Weltkrieg seine Herrschaft über die Region etablierte, stellte Babunski seine Tschetnik-Tätigkeit wieder her und führte eine große bewaffnete Gruppe mit sich. Diese wurden als Instrumente der serbischen Denationalisierungs- und Assimilationspolitik in Vardar-Mazedonien benutzt, welche mit Terror, Einschüchterungen und Morden den Geist der bulgarischen Bevölkerung Makedoniens brechen und den Widerstand der Inneren Makedonischen Revolutionären Organisation (kurz IMRO) eindämmen sollten. Etwa 50.000 serbische Soldaten wurden in Südserbien, wie Vardar-Mazedonien genannt wurde, stationiert.
Im Zuge des Tikveš-Aufstands, welcher 1913 in Vardar-Mazedonien ausbrach und sich gegen die neue serbische Herrschaft richtete, operierten serbische Tschetniks mit Unterstützung von 250 türkischen Başı Bozuk unter der Führung von Jovan Babunski und Arif Ağa zusammen in der Region, um den Aufstand niederzuschlagen. Dabei wurden zahlreiche Verbrechen an der bulgarischen Bevölkerung verübt. Etwa 1000 Bulgaren (darunter sind hauptsächlich die Vorfahren der heutigen Mazedonier zu verstehen) wurden bei diesem Aufstand getötet, etwa 2700 inhaftiert und misshandelt. Mehr als 260 Dörfer wurden dem Erdboden gleichgemacht. Von der Kleinstadt Negotino wurden 750 der insgesamt 800 Häusern niedergebrannt.
Am Tag der Verkündigung des Herrn 1914 griff Jovan Babunski mit seiner Tscheta das Dorf Razlovci bei Delčevo an. Dort sammelte er alle Dorfbewohner auf, die als pro-bulgarisch galten, darunter auch Geistliche, folterte und erstach diese. Anschließend wurde ihre Leichen in einem Kalkofen im Hofe der Dorfkirche St. Konstantin und Elena geworfen und verbrannt.
Im Herbst 1919 verübte Babunski mit seiner Tscheta ein Massaker in Vojnica bei Veles an, wobei 46 männliche Dorfbewohner ermordet wurden.
Nach Enthüllungen über Gräueltaten in der Veles-Region, die in der sozialistischen serbischen Zeitung Radničke Novine veröffentlicht wurden, geriet Babunski in Ungnade. Serbische Behörden kritisierten ihn aufgrund seiner Brutalität gegenüber der zivilen Bevölkerung; es wurden sogar Stimmen laut für seine Verhaftung.
Jovan Babunski starb schließlich am 17. Februar 1920 in Veles an den Folgen der Spanischen Grippe. Sein Kampfnamen Babunski wurde von seinen Nachkommen als Nachname angenommen. Unter ihnen gehören der ehemalige jugoslawische und mazedonische Fußballer Boban Babunski mit seinen Söhnen Dorian und David Babunski.